# Atribut souboru
Atributy souborů (anglicky file attributes) jsou v informatice metadata připojená k souborům v souborovém systému. Každý atribut může mít jeden ze dvou stavů: aktivní nebo neaktivní. Atributy jsou považovány za odlišné od jiných metadat, jako je datum a čas, jméno a přípona názvu souboru nebo oprávnění v systému souborů. Atributy mohou být přiřazeny i adresáře (složky), logické jednotky a další objekty v systému souborů.
Tradičně byly v systému DOS a Microsoft Windows definovány čtyři atributy: vyžaduje archivaci, skrytý, jen pro čtení a systémový. V systému Microsoft Windows byly přidány další. Systémy odvozené od 4.4BSD-Lite, jako je například FreeBSD, NetBSD, OpenBSD, DragonFly BSD a OS X, mají sady „systémových“ a „uživatelských“ atributů; novější verze linuxového jádra také podporuje atributy souborů.

## Typy

### MS-DOS a Microsoft Windows
Tradičně byly v systému DOS a Microsoft Windows definovány čtyři atributy:
Archiv (archive)Nastavení atributu indikuje, že byl soubor od posledního zálohování změněn. Jádro Microsoft Windows nastaví tento atribut na souboru vždy, jakmile je soubor změněn. Zálohovací software atribut po úspěšném zálohování deaktivuje.
Skrytý (hidden)Atribut oznamuje, že soubor je skrytý. V DOSu příkaz dir a v Microsoft Windows nástroj Windows Explorer skryté soubory neukazují, nejsou-li k tomu přímo nastaveny.
Systémový (system)Atribut oznamuje, že se jedná o kritický systémový soubor, který je nezbytný pro správnou funkci počítače. Systém DOS a Microsoft Windows tento atribut používají k označení důležitých systémových souborů. V DOSu příkaz dir a v Microsoft Windows nástroj Windows Explorer systémové soubory ve výchozím nastavení neukazují, nejsou-li k tomu přímo nastaveny.
Jen pro čtení (read-only)Atribut „jen pro čtení“ indikuje, že soubor by neměl být měněn. API systému souborů obvykle po otevření souboru s nastaveným atributem „jen pro čtení“ neuděluje oprávnění k zápisu; zápis je povolen jen v případě pokud o to aplikace výslovně požádá. Atribut „jen pro čtení“ je u složek obvykle ignorován.
S příchodem nové verze systému Microsoft Windows byly k dostupným atributům systému souboru NTFS přidány další atributy:
Komprimovaný (compressed)Je-li atribut nastaven, systém Microsoft Windows při ukládání soubor komprimuje (viz NTFS).
Zašifrovaný (encrypted)Když je nastaven atribut „zašifrovaný“, systém Windows zašifruje soubor v úložišti, aby se předešlo neoprávněným přístupům (viz NTFS).
Indexovaný (indexed)Je-li nastaven, Index Server a Windows Search nezahrnou soubor do svých operací.

### 4.4BSD
V systémech 4.4BSD a 4.4BSD-Lite přibyly pro soubory a adresáře (složky) čtyři atributy, které může nastavit vlastník souboru nebo správce počítače (níže jsou tyto atributy uvedeny jako „uživatelské“ atributy) a dva atributy, které může nastavit pouze správce počítače (níže jsou tyto atributy uvedeny jako „systémové“ atributy).

#### Uživatelské atributy
No-DumpJe-li nastaven tento atribut, znamená to, že soubor nebo adresář by neměl být uložen v průběhu operace zálohování.
OpaqueKdyž je nastaven na adresář, znamená to, že adresář je neprůhledný při pohledu skrze tzv. union stack.

#### Uživatelské a systémové atributy
ImmutableJe-li nastaven tento atribut, znamená to, že soubor nebo adresář nesmí být změněn. Při pokusu o otevření souboru pro zápis je vrácena chyba. Je-li atribut nastaven na adresáři, není dovolena operace přejmenování objektu uvnitř adresáře a ani přidání ani smazání uvnitř takového adresáře.
Append-onlyJe-li nastaven tento atribut, znamená to, že do souboru může být pouze přidáváno, již obsažená data nelze smazat.